# Mountainbike-Eliminator-Weltmeisterschaften 2024
Bei den Mountainbike-Eliminator-Weltmeisterschaften 2024 wurden am 13. Juli 2024 in Aalen die Weltmeister der Disziplin Cross-Country Eliminator ermittelt. 
Aalen hatte bereits 2022 und 2023 Läufe des UCI-Mountainbike-Eliminator-Weltcups ausgerichtet. Wie bereits die Weltcups wurden Weltmeisterschafts-Rennen in der Innenstadt ausgetragen mit einem Parcours rund um Marktplatz, Stadtkirche und Südlichen Stadtgraben. Die Zielgerade befand sich auf dem Marktplatz, der durch ein Gerüst abgedeckte Marktbrunnen wurde mit einem Sprung überquert.
In der Qualifikation musste eine Runde einzeln auf Zeit absolviert werden, anhand der Reihenfolge wurde die Zuordnung zu den einzelnen Läufen ermittelt. In den Ausscheidungsrunden und Finalläufen wurde der Kurs jeweils zweimal absolviert.

## Männer
Finale
| Platz | Land | Name              | Zeit        |
| ----- | ---- | ----------------- | ----------- |
| 1     | NED  | Jeroen van Eck    | 1:56,75 min |
| 2     | SLO  | Jakob Klemenčič   | + 1,84 s    |
| 3     | GER  | Simon Gegenheimer | + 2,03 s    |
| 4     | SWE  | Edvin Lindh       | + 54,03 s   |

Kleines Finale
| Platz | Land | Name         | Zeit        |
| ----- | ---- | ------------ | ----------- |
| 5     | NOR  | Sondre Rokke | 1:56,19 min |
| 6     | AUT  | Theo Hauser  | + 0,04 s    |
| 7     | NED  | Yael Plas    | + 3,10 s    |
| 8     | CZE  | Tomáš Fláma  | + 6,10 s    |

Datum: 13. Juli 2024
Insgesamt waren 44 Teilnehmer gemeldet, von denen sich übers Zeitfahren 32 für das Achtelfinale qualifizierten.
Titelverteidiger Titouan Perrin-Ganier schied überraschend schon im Viertelfinale aus. Das Finale gewann etwas überraschend Jeroen van Eck, der 2021 zuletzt auf dem Podium einer Weltmeisterschaft oder eines Weltcups gestanden hatte. Den Sprint um die übrigen Medaillen gewann Jakob Klemenčič vor Lokalmatador Simon Gegenheimer; Edvin Lindh war an zweiter Stelle liegend kurz vor dem Ziel gestürzt.

## Frauen
Finale
| Platz | Land | Name              | Zeit        |
| ----- | ---- | ----------------- | ----------- |
| 1     | ITA  | Gaia Tormena      | 2:02,92 min |
| 2     | GER  | Lia Schrievers    | + 2,03 s    |
| 3     | GER  | Marion Fromberger | + 2,20 s    |
| 4     | DEN  | Line Mygdam       | + 9,66 s    |

Kleines Finale
| Platz | Land | Name                | Zeit          |
| ----- | ---- | ------------------- | ------------- |
| 5     | NED  | Didi de Vries       | 2:13,09 min   |
| 6     | BRA  | Iara Caetano Leite  | + 2,32 s      |
| 7     | FRA  | Madison Boissière   | + 10,03 s     |
| 8     | NED  | Annemoon van Dienst | + 1:03,27 min |

Datum: 13. Juli 2024
Insgesamt waren 23 Teilnehmerinnen gemeldet, von denen 21 tatsächlich im Zeitfahren an den Start gingen; 16 von ihnen qualifizierten sich für das Viertelfinale.
Gaia Tormena gewann überlegen das Finale und ihren fünften WM-Titel. Die beiden deutschen Vertreterinnen sprinteten um die übrigen Medaillen, mit dem besseren Ende für Lia Schrievers vor Marion Fromberger.